# Liste d'abbayes cisterciennes en Espagne
Pour un article plus général, voir Liste d'abbayes cisterciennes.

Blason de l'ordre cistercien.

Cet article liste les abbayes cisterciennes actives ou ayant existé sur le territoire espagnol actuel. Il s'agit des abbayes de religieux (moines et moniales) appartenant à l'ordre cistercien.

## Remarques
Ces abbayes ont appartenu, à différentes époques, à des ordres, des congrégations ou des groupements, dont les principaux, pour les abbayes françaises, sont :
- les cisterciens de la primitive observance, dont la congrégation cistercienne de l'Immaculée Conception,
- les cisterciens réformés ou cisterciens de la stricte observance ou trappistes.

Les dates indiquées entre parenthèses correspondent au début et à la fin du statut d'abbaye cistercienne, mais ne coïncident pas obligatoirement avec la création et avec la disparition du monastère.
Les abbayes cisterciennes actives sont signalées en caractères gras.
| Abbayes d'hommes  |
| Abbayes de femmes |

Ne figurent pas dans cette liste les prieurés conventuels ou les prieurés simples dépendant des abbayes citées.

## Liste
| N°  | Nom                 | Coordonnées                        | Ville ou district      | Province               | Diocèse    | Famille                             | Date début       | Date fin    | Image |
| --- | ------------------- | ---------------------------------- | ---------------------- | ---------------------- | ---------- | ----------------------------------- | ---------------- | ----------- | ----- |
| 551 | Belmonte            | 43° 16′ 57″ nord, 6° 12′ 59″ ouest | Belmonte de Miranda    | León                   | Oviedo     | Bénédictins Cisterciens             | 990 1206         | 1206 1835   |       |
|     | Bonaval             | 40° 58′ 02″ nord, 3° 17′ 42″ ouest | Retiendas              | Guadalajara            | Sigüenza   | Cisterciens                         | 1164             | 1821        |       |
| 540 | Carracedo           | 42° 34′ 15″ nord, 6° 43′ 54″ ouest | Carracedelo            | Asturies               | León       | Bénédictins Cisterciens             | 990 1203         | 1203 1835   |       |
| 640 | Castañeda           | 42° 08′ 07″ nord, 6° 43′ 12″ ouest | Galende                | Zamora                 | Astorga    | Bénédictins Cisterciens             | VIIe siècle 1245 | 1245 1835   |       |
| 563 | L'Escarp            | 41° 25′ 51″ nord, 0° 21′ 20″ est   | La Granja d'Escarp     | Lérida                 | Lérida     | Cisterciens                         | 1213             | 1835        |       |
| 450 | Iranzu              | 42° 45′ 03″ nord, 2° 02′ 20″ ouest | Abárzuza               | Navarre                | Pampelune  | Cisterciens Théatins                | 1178 1942        | 1839 -      |       |
| 671 | Leyre               | 42° 38′ 07″ nord, 1° 10′ 19″ ouest | Yesa                   | Navarre                | Pampelune  | Bénédictins Cisterciens Bénédictins | 1057 1269 1954   | 1269 1835 - |       |
| 054 | Moreruela           | 41° 48′ 45″ nord, 5° 46′ 38″ ouest | Granja de Moreruela    | Zamora                 | Zamora     | Bénédictins Cisterciens             | IXe siècle 1132  | 990 1835    |       |
| 389 | Nogales             | 42° 08′ 56″ nord, 5° 55′ 16″ ouest | San Esteban de Nogales | León                   | Astorga    | Bénédictins Cisterciens             | 1150 1164        | 1164 1835   |       |
| 033 | Oliva               | 42° 22′ 18″ nord, 1° 28′ 01″ ouest | Carcastillo            | Navarre                | Pampelune  | Cisterciens Trappistes              | 1134 1927        | 1835 -      |       |
| 441 | Óvila               | 40° 41′ 58″ nord, 2° 33′ 30″ ouest | Trillo                 | Guadalajara            | Sigüenza   | Cisterciens                         | 1181             | 1835        |       |
| 593 | Peñamaior           | 42° 51′ 00″ nord, 7° 10′ 00″ ouest | Becerreá               | Lugo                   | Lugo       | Bénédictins Cisterciens             | 922 1203         | 1203 1839   |       |
|     | Piedra              | 42° 51′ 00″ nord, 7° 10′ 00″ ouest | Nuévalos               | Saragosse              | Saragosse  | Cisterciens                         | 1194             | 1835        |       |
| 322 | Poblet              | 41° 22′ 49″ nord, 1° 04′ 56″ est   | Vimbodí i Poblet       | Tarragone              | Tarragone  | Cisterciens                         | 1151 1940        | 1835 -      |       |
| 340 | Santes Creus        | 41° 20′ 46″ nord, 1° 21′ 50″ est   | Aiguamúrcia            | Tarragone              | Tarragone  | Cisterciens                         | 1152             | 1835        |       |
| 562 | Sotos Albos         | 41° 01′ 42″ nord, 3° 54′ 14″ ouest | Collado Hermoso        | Ségovie                | Ségovie    | Bénédictins Cisterciens             | 1113 1212        | 1212 1498   |       |
|     | Tulebras            | 41° 58′ 36″ nord, 1° 40′ 33″ ouest | Tulebras               | Navarre                | Pampelune  | Cisterciennes Trappistines          | 1157 1957        | 1957 -      |       |
| 175 | Valbuena            | 40° 58′ 02″ nord, 3° 17′ 42″ ouest | Valbuena de Duero      | Valladolid             | Valladolid | Cisterciens                         | 1143 1151        | 1151 1837   |       |
|     | Valladolid          | 41° 39′ 03″ nord, 4° 43′ 53″ ouest | Valladolid             | Valladolid             | Valladolid | Cisterciennes                       | 1596             | -           |       |
| 681 | Valldigna           | 39° 02′ 34″ nord, 0° 18′ 21″ ouest | Simat de la Valldigna  | Communauté valencienne | Valence    | Cisterciens                         | 1297             | 1835        |       |
|     | Valldonzella        | 41° 39′ 03″ nord, 4° 43′ 53″ ouest | Barcelone              | Barcelonès             | Barcelone  | Cisterciennes                       | 1237             | -           |       |
| 541 | Villanueva de Oscos | 43° 18′ 38″ nord, 6° 58′ 52″ ouest | Villanueva de Oscos    | Asturies               | Oviedo     | Bénédictins Cisterciens             | 990 1203         | 1203 1835   |       |
|     | Vico                | 43° 18′ 38″ nord, 6° 58′ 52″ ouest | Arnedo                 | La Rioja               | Calahorra  | Trappistes                          | 1977             | -           |       |